# Запасы (активы)
Запасы, материально-производственные запасы (англ. inventories, англ. stocks) — активы, используемые в качестве сырья, материалов и т. п. при производстве продукции, предназначенной для продажи (выполнения работ, оказания услуг), приобретаемые непосредственно для перепродажи, а также используемые для управленческих нужд организации.

## Определение
Согласно БРЭ запасы — это товарно-материальные ценности, заготовленные, собранные, сохранённые, предназначенные для дальнейшей переработки.
Согласно IAS 2 запасы — это активы:
1. предназначенные для продажи в ходе обычного вида деятельности;
2. используемые в процессе производства с целью таких продаж;
3. в форме материалов и ресурсов, предназначенные для потребления в производственном процессе или в ходе предоставления услуг.

Согласно п.3 ФСБУ 5/2019 запасы — это активы, потребляемые или продаваемые в рамках обычного операционного цикла организации, либо используемые в течение периода не более 12 месяцев.

## Состав запасов
Согласно п.3 ФСБУ 5 к запасам относят:
- сырьё, материалы, топливо, запасные части, комплектующие изделия, покупные полуфабрикаты;
- инструменты, инвентарь, специальная одежда, специальная оснастка, тара;
- готовая продукция;
- товары;
- товары отгруженные;
- незавершённое производство;
- объекты недвижимого имущества для продажи;
- объекты интеллектуальной собственности для продажи.

## Виды запасов
Согласно БРЭ существуют следующие виды запасов:
- текущие запасы (необходимые для бесперебойной работы между двумя очередными поставками);
- страховые запасы (необходимые для бесперебойной работы в случае непредвиденных отклонений в поставках, ценах и т.п.);
- технологические запасы (необходимые для предварительной обработки, часть производственного процесса);
- подготовительно-заготовительные запасы (необходимые для приёмки, разгрузки, сортировки, складирования);
- транспортные запасы (возникающие в связи с превышением сроков грузооборота к срокам документооборота);
- производственные запасы (необходимые для производственного процесса);
- стратегические запасы (необходимые для обеспечения экономической безопасности на случай непредвиденных критических условий);
- и другие.